# José Manuel Abundis
José Manuel Abundis (Guadalajara, Jalisco; 11 de junio de 1973) es un exfutbolista mexicano, jugaba de delantero y militó gran parte de su carrera en el Deportivo Toluca. Actualmente se desempeña como entrenador del Córdoba FC de la liga TDP 
Forma parte de los Jugadores Históricos del Toluca.
Es padre del juvenil futbolista promesa del fútbol mexicano Martín Abundis quien juega para el Deportivo Toluca.

## Trayectoria
Debutó el domingo 27 de septiembre de 1992 ante Morelia en el torneo 92-93 con el Toluca.
En 2007, justo cuando jugaba en la MLS surgió un rumor de su posible partida a la división de honor de Francia, para ser exactos el Club Lens; sin embargo el traspaso no fructificó.
Un delantero hábil, rápido y contundente. Activo de 1992 al 2007. sus goles con Toluca, que caían siempre en momentos clave del partido y por su paso con la selección ya que fue el delantero titular de Manuel Lapuente.empezó en las inferiores de Toluca. Con los diablos debutó en la 92/93 jugando apenas tres partidos, pero para la siguiente temporada empezó a ganar minutos y anotó su primer gol a los 20 años. Su ascenso siguió con calma y participó en los Juegos Olímpicos de 1996. Para el Verano 1998 explotó anotando 10 goles que apuntalaron el campeonato escarlata.
En el Verano 1999 tuvo su mejor producción con 15 goles y al torneo siguiente, en invierno, terminó su primera etapa con diablos en su mejor momento y con dos campeonatos, ese año también participó con 3 goles en la Copa Confederaciones 1999 que ganó México. Luego de aquel triunfo buscó suerte en Atlante donde tuvo dos temporadas regulares y en Invierno 2001 vivió la mejor con potros, alcanzando 11 goles y los cuartos de final. Al siguiente torneo una lesión y problemas familiares lo dejaron en blanco en la producción azulgrana..
Deambuló después por Pachuca y Club de Fútbol Monterrey de donde salió de mala forma luego de una temporada en cada equipo y sin marcar gol alguno. Para el Apertura 2003 regresó a Atlante y se reencontró con la portería rival, por lo que la siguiente temporada se fue de vuelta a Toluca donde estuvo hasta el Clausura 2006 y levantó dos trofeos más. Después de aquel torneo salió contratado por el Querétaro, sin embargo por políticas del draft el pase no se selló y tuvo que buscar refugio en el New England Revolution de la MLS pero volvió al torneo siguiente para jugar el Clausura 2007 con los Gallos y despedirse así de las canchas.
En 2011 inició su carrera como entrenador, al ser contratado por los Atlanta Silverbacks de la NASL estadounidense. En noviembre del mismo año fue despedido. En junio de 2019 fue contratado como nuevo entrenador del Club Deportivo Poza Rica, que juega en la Tercera División de México.

### Clubes

#### Como entrenador
| Club                | País           | Año           |
| ------------------- | -------------- | ------------- |
| Atlanta Silverbacks | Estados Unidos | 2011          |
| Poza Rica           | México         | 2019-presente |

## Estadísticas

### Clubes
La siguiente tabla detalla los encuentros disputados y los goles marcados en los clubes en los que ha militado.
| Deportivo Toluca · México |               |               |     |     |    |   |   |     |     |      |      |
| 1.ª | 1992-93       | 1             | 0   | -   | -  | - | - | 1   | 0   | 0    |      |
| 1.ª | 1993-94       | 19            | 5   | -   | -  | - | - | 19  | 5   | 0.26 |      |
| 1.ª | 1994-95       | 21            | 6   | 1   | 0  | - | - | 21  | 6   | 0.29 |      |
| 1.ª | 1995-96       | 27            | 8   | 1   | 0  | - | - | 28  | 8   | 0.29 |      |
| 1.ª | 1996-97       | 25            | 4   | 4   | 0  | - | - | 29  | 4   | 0.14 |      |
| 1.ª | 1997-98       | 34            | 14  | -   | -  | - | - | 34  | 14  | 0.41 |      |
| 1.ª | 1998-99       | 38            | 22  | 1   | 0  | 3 | 1 | 42  | 23  | 0.55 |      |
| 1.ª | 1999-00       | 23            | 6   | 4   | 1  | 1 | 0 | 28  | 7   | 0.25 |      |
| 1.ª | 2003-04       | 21            | 5   | 3   | 1  | - | - | 24  | 6   | 0.25 |      |
| 1.ª | 2004-05       | 26            | 5   | 4   | 1  | - | - | 30  | 6   | 0.2  |      |
| 1.ª | 2005-06       | 26            | 7   | -   | -  | - | - | 26  | 7   | 0.27 |      |
| Total club | Total club    | 261           | 82  | 18  | 3  | 4 | 1 | 283 | 86  | 0.3  |      |
| Atlante F.C. · México |               |               |     |     |    |   |   |     |     |      |      |
| 1.ª | 2000-01       | 29            | 10  | 36  | 4  | 5 | 1 | 40  | 15  | 0.38 |      |
| 1.ª | 2001-02       | 29            | 11  | -   | -  | - | - | 29  | 11  | 0.38 |      |
| 1.ª | 2003-04       | 14            | 2   | -   | -  | - | - | 14  | 2   | 0.14 |      |
| Total club | Total club    | 72            | 23  | 6   | 4  | 5 | 1 | 83  | 28  | 0.34 |      |
| C.F. Monterrey · México |               |               |     |     |    |   |   |     |     |      |      |
| 1.ª | 2002-03       | 8             | 0   | -   | -  | - | - | 8   | 0   | 0    |      |
| Total club | Total club    | 8             | 0   | -   | -  | - | - | 8   | 0   | 0    |      |
| Pachuca C.F. · México |               |               |     |     |    |   |   |     |     |      |      |
| 1.ª | 2002-03       | 5             | 0   | -   | -  | - | - | 5   | 0   | 0    |      |
| Total club | Total club    | 5             | 0   | -   | -  | - | - | 5   | 0   | 0    |      |
| New England Revolution Estados Unidos |               |               |     |     |    |   |   |     |     |      |      |
| 1.ª | 2006          | 4             | 1   | -   | -  | - | - | 4   | 1   | 0.25 |      |
| Total club | Total club    | 4             | 1   | -   | -  | - | - | 4   | 1   | 0.25 |      |
| Querétaro F.C. · México |               |               |     |     |    |   |   |     |     |      |      |
| 1.ª | 2006-07       | 12            | 0   | -   | -  | - | - | 12  | 0   | 0    |      |
| Total club | Total club    | 12            | 0   | -   | -  | - | - | 12  | 0   | 0    |      |
| Total carrera | Total carrera | Total carrera | 362 | 106 | 24 | 7 | 9 | 2   | 395 | 115  | 0.29 |
| (1)Incluye datos de la Copa México, Pre Pre Libertadores (1999, 1999 y 2000) e InterLiga (2004 y 2005). (2)Incluye datos de la Copa Campeones CONCACAF (1998 y 1999) y Pre Libertadores (2001). |               |               |     |     |    |   |   |     |     |      |      |

3 Jugó la serie promocional para aumentar de 18 a 19 el número de clubes de la Primera División de cara a la temporada 2001/02.

### Selección nacional
| Selección  | Año        | Amistosos | Amistosos | Eliminatorias | Eliminatorias | Mundial | Mundial | Copa Oro | Copa Oro | Copa América | Copa América | Copa Confederaciones | Copa Confederaciones | Total | Total |
| Selección  | Año        | Part.     | Goles     | Part.         | Goles         | Part.   | Goles   | Part.    | Goles    | Part.        | Goles        | Part.                | Goles                | Part. | Goles |
| ---------- | ---------- | --------- | --------- | ------------- | ------------- | ------- | ------- | -------- | -------- | ------------ | ------------ | -------------------- | -------------------- | ----- | ----- |
| México     |            |           |           |               |               |         |         |          |          |              |              |                      |                      |       |       |
| 1996       | 4          | 0         | 1         | 0             | -             | -       | -       | -        | -        | -            | -            | -                    | 5                    | 0     |       |
| 1997       | 2          | 0         | -         | -             | -             | -       | -       | -        | 5        | 0            | 1            | 0                    | 8                    | 0     |       |
| 1998       | 4          | 0         | -         | -             | -             | -       | -       | -        | -        | -            | -            | -                    | 4                    | 0     |       |
| 1999       | 8          | 2         | -         | -             | -             | -       | -       | -        | -        | -            | 5            | 3                    | 13                   | 5     |       |
| 2000       | 4          | 2         | 4         | 2             | -             | -       | 1       | 0        | -        | -            | -            | -                    | 9                    | 4     |       |
| 2001       | 4          | 0         | 2         | 1             | -             | -       | -       | -        | -        | -            | 3            | 0                    | 9                    | 1     |       |
| Total club | Total club | 26        | 4         | 7             | 3             | -       | -       | 1        | 0        | 5            | 0            | 9                    | 3                    | 46    | 10    |

## Selección nacional

### Categorías menores
Sub-23
Representó a México en los Juegos Olímpicos de 1996. 
Participaciones en Juegos Olímpicos
| Torneo                   | Sede           | Resultado        |
| ------------------------ | -------------- | ---------------- |
| Juegos Olímpicos de 1996 | Estados Unidos | Cuartos de final |

### Absoluta
Disputó varios torneos importantes siendo su mejor logro al haber obtenido la Copa FIFA confederaciones de 1999 donde anotó tres goles en el torneo.
Participaciones en fases finales
| Competición                    | Sede                  | Resultado        | Partidos | Goles |
| ------------------------------ | --------------------- | ---------------- | -------- | ----- |
| Copa América 1997              | Bolivia               | Tercer lugar     | 5        | 0     |
| Copa FIFA Confederaciones 1997 | Arabia Saudita        | Primera fase     | 1        | 0     |
| Copa FIFA Confederaciones 1999 | México                | Campeón          | 5        | 3     |
| Copa Oro CONCACAF 2000         | Estados Unidos        | Cuartos de final | 1        | 0     |
| Copa FIFA Confederaciones 2001 | Corea del Sur y Japón | Primera fase     | 3        | 0     |

Participaciones en fases clasificatorias
| Torneo                     | Sede                                 | Resultado   | Partidos | Goles |
| -------------------------- | ------------------------------------ | ----------- | -------- | ----- |
| Clasificación Mundial 1998 | Norteamérica, Centroamérica y Caribe | Clasificado | 1        | 0     |
| Clasificación Mundial 2002 | Norteamérica, Centroamérica y Caribe | Clasificado | 6        | 3     |

Partidos internacionales
| #  | Fecha                    | Rival             | Sede              | Estadio                         | Resultado | Competición                     |
| -- | ------------------------ | ----------------- | ----------------- | ------------------------------- | --------- | ------------------------------- |
| 1  | 7 de febrero de 1996     | Chile             | Santiago de Chile | Estadio Sausalito               | 1 - 2     | Amistoso                        |
| 2  | 12 de junio de 1996      | Irlanda           | East Rutherford   | Giants Stadium                  | 2 - 2     | Copa USA 1996                   |
| 3  | 16 de junio de 1996      | Estados Unidos    | Los Ángeles       | Los Angeles Memorial Coliseum   | 2 - 2     | Copa USA 1996                   |
| 4  | 15 de septiembre de 1996 | San Vicente       | Kingstown         | Estadio Arnos Vale              | 3 - 0     | Clasificación Mundial 1998      |
| 5  | 17 de enero de 1997      | Dinamarca         | Houston           | Jack Murphy Stadium             | 3 - 1     | Copa USA 1997                   |
| 6  | 19 de febrero de 1997    | Guatemala         | Dallas            | Estadio Bulldog                 | 1 - 1     | Amistoso                        |
| 7  | 13 de junio de 1997      | Colombia          | Santa Cruz        | Estadio Ramón Tahuichi Aguilera | 2 - 1     | Copa América 1997               |
| 8  | 16 de junio de 1997      | Brasil            | Santa Cruz        | Estadio Ramón Tahuichi Aguilera | 2 - 3     | Copa América 1997               |
| 9  | 19 de junio de 1997      | Costa Rica        | Santa Cruz        | Estadio Ramón Tahuichi Aguilera | 1 - 1     | Copa América 1997               |
| 10 | 25 de junio de 1997      | Bolivia           | La Paz            | Estadio Hernando Siles          | 1 - 3     | Copa América 1997               |
| 11 | 28 de junio de 1997      | Perú              | Oruro             | Estadio Jesús Bermúdez          | 1 - 0     | Copa América 1997               |
| 12 | 12 de diciembre de 1997  | Australia         | Riad              | Estadio Rey Fahd                | 1 - 3     | Copa FIFA Confederaciones 1997  |
| 13 | 24 de febrero de 1998    | Países Bajos      | Miami             | Miami Orange Bowl               | 3 - 2     | Amistoso                        |
| 14 | 18 de marzo de 1998      | Paraguay          | Ciudad de México  | Estadio Azteca                  | 1 - 1     | Amistoso                        |
| 15 | 17 de noviembre de 1998  | El Salvador       | Los Ángeles       | Los Angeles Memorial Coliseum   | 2 - 0     | Amistoso                        |
| 16 | 18 de noviembre de 1998  | Guatemala         | Los Ángeles       | Los Angeles Memorial Coliseum   | 2 - 2     | Amistoso                        |
| 17 | 10 de febrero de 1999    | Argentina         | East Rutherford   | Giants Stadium                  | 0 - 1     | Amistoso                        |
| 18 | 16 de febrero de 1999    | Hong Kong         | Hong Kong         | Giants Stadium                  | 0 - 0     | Copa Carlsberg 1999             |
| 19 | 19 de febrero de 1999    | Egipto            | Hong Kong         | Giants Stadium                  | 3 - 0     | Copa Carlsberg 1999             |
| 20 | 11 de marzo de 1999      | Bolivia           | Los Ángeles       | Los Angeles Memorial Coliseum   | 2 - 1     | Copa USA 1999                   |
| 21 | 13 de marzo de 1999      | Estados Unidos    | Los Ángeles       | Los Angeles Memorial Coliseum   | 2 - 1     | Copa USA 1999                   |
| 22 | 28 de abril de 1999      | Paraguay          | Asunción          | Estadio Defensores del Chaco    | 0 - 2     | Amistoso                        |
| 23 | 25 de julio de 1999      | Arabia Saudita    | Ciudad de México  | Estadio Azteca                  | 5 - 1     | Copa FIFA Confederaciones 1999  |
| 24 | 27 de julio de 1999      | Egipto            | Ciudad de México  | Estadio Azteca                  | 2 - 2     | Copa FIFA Confederaciones 1999  |
| 25 | 29 de julio de 1999      | Bolivia           | Ciudad de México  | Estadio Azteca                  | 1 - 0     | Copa FIFA Confederaciones 1999  |
| 26 | 1 de agosto de 1999      | Estados Unidos    | Ciudad de México  | Estadio Azteca                  | 1 - 0     | Copa FIFA Confederaciones 1999  |
| 27 | 4 de agosto de 1999      | Brasil            | Ciudad de México  | Estadio Azteca                  | 4 - 3     | Copa FIFA Confederaciones 1999  |
| 28 | 13 de octubre de 1999    | Colombia          | Houston           | Robertson Stadium               | 0 - 0     | Amistoso                        |
| 29 | 27 de octubre de 1999    | Ecuador           | Houston           | Robertson Stadium               | 0 - 0     | Amistoso                        |
| 30 | 19 de enero de 2000      | Rumania           | Monterrey         | Estadio Tecnológico             | 3 - 1     | Amistoso                        |
| 31 | 13 de febrero de 2000    | Trinidad y Tobago | San Diego         | Qualcomm Stadium                | 4 - 0     | Copa de Oro de la Concacaf 2000 |
| 32 | 1 de julio de 2000       | El Salvador       | San Francisco     | Stade de la Mosson              | 0 - 3     | Amistoso                        |
| 33 | 5 de julio de 2000       | Venezuela         | Monterrey         | Estadio Tecnológico             | 2 - 0     | Amistoso                        |
| 34 | 16 de julio de 2000      | Panamá            | Panamá            | Estadio Rommel Fernández        | 2 - 0     | Clasificación Mundial 2002      |
| 35 | 15 de agosto de 2000     | Canadá            | Ciudad de México  | Estadio Azteca                  | 1 - 2     | Clasificación Mundial 2002      |
| 36 | 3 de septiembre de 2000  | Panamá            | Ciudad de México  | Estadio Azteca                  | 7 - 1     | Clasificación Mundial 2002      |
| 37 | 8 de octubre de 2000     | Trinidad y Tobago | Ciudad de México  | Estadio Azteca                  | 7 - 0     | Clasificación Mundial 2002      |
| 38 | 20 de diciembre de 2000  | Argentina         | Los Ángeles       | Los Angeles Memorial Coliseum   | 0 - 2     | Amistoso                        |
| 39 | 24 de enero de 2001      | Bulgaria          | Morelia           | Estadio Morelos                 | 0 - 2     | Amistoso                        |
| 40 | 31 de enero de 2001      | Colombia          | Los Ángeles       | Los Angeles Memorial Coliseum   | 2 - 3     | Amistoso                        |
| 41 | 25 de mayo de 2001       | Inglaterra        | Derby             | Pride Park Stadium              | 0 - 4     | Amistoso                        |
| 42 | 30 de mayo de 2001       | Australia         | Suwon             | Estadio Mundialista de Suwon    | 0 - 2     | Copa FIFA Confederaciones 2001  |
| 43 | 1 de junio de 2001       | Corea del Sur     | Ulsan             | Estadio Mundialista de Ulsan    | 1 - 2     | Copa FIFA Confederaciones 2001  |
| 44 | 3 de junio de 2001       | Francia           | Ulsan             | Estadio Mundialista de Ulsan    | 0 - 4     | Copa FIFA Confederaciones 2001  |
| 45 | 16 de junio de 2001      | Costa Rica        | Ciudad de México  | Estadio Azteca                  | 1 - 2     | Clasificación Mundial 2002      |
| 46 | 20 de junio de 2001      | Honduras          | San Pedro Sula    | San Pedro Sula                  | 1 - 3     | Clasificación Mundial 2002      |

Goles internacionales
| #  | Fecha                   | Rival          | Marcador | Resultado | Competición                    |
| -- | ----------------------- | -------------- | -------- | --------- | ------------------------------ |
| 1  | 19 de febrero de 1999   | Egipto         | 2-0      | 3-0       | Copa Carlsberg 1999            |
| 2  | 13 de marzo de 1999     | Estados Unidos | 1-2      | 1-2       | Copa USA 1999                  |
| 3  | 25 de julio de 1999     | Arabia Saudita | 2-0      | 5-1       | Copa FIFA Confederaciones 1999 |
| 4  | 27 de julio de 1999     | Egipto         | 2-0      | 2-2       | Copa FIFA Confederaciones 1999 |
| 5  | 4 de agosto de 1999     | Brasil         | 2-0      | 4-3       | Copa FIFA Confederaciones 1999 |
| 6  | 19 de enero de 2000     | Rumania        | 3-1      | 3-1       | Amistoso                       |
| 7  | 5 de julio de 2000      | Venezuela      | 2-1      | 2-1       | Amistoso                       |
| 8  | 15 de agosto de 2000    | Canadá         | 1-0      | 2-0       | Clasificación Mundial 2002     |
| 9  | 3 de septiembre de 2000 | Panamá         | 2-0      | 7-1       | Clasificación Mundial 2002     |
| 10 | 19 de junio de 2001     | Costa Rica     | 1-0      | 1-2       | Clasificación Mundial 2002     |

## Palmarés

### Campeonatos nacionales
| Título                     | Club   | País   | Año  |
| -------------------------- | ------ | ------ | ---- |
| Primera División de México | Toluca | México | 1998 |
| Primera División de México | Toluca | México | 1999 |
| Primera División de México | Toluca | México | 2000 |
| Primera División de México | Toluca | México | 2005 |

### Torneos internacionales
| Título                    | Club               | País   | Año  |
| ------------------------- | ------------------ | ------ | ---- |
| Copa FIFA Confederaciones | Selección mexicana | México | 1999 |

### Distinciones individuales
| Distinción                          | Año  |
| ----------------------------------- | ---- |
| Goleador de la Pre Pre Libertadores | 2000 |